# Eiran Cashin
Eiran Joe Cashin, né le 9 novembre 2001 à Mansfield en Angleterre, est un footballeur irlandais qui évolue au poste de défenseur central à Birmingham City, en prêt de Brighton & Hove Albion.

## Biographie

### Carrière en club
Cashin est formé au Derby County FC. Lors de la saison 2023-2024, il est un acteur majeur de la remontée de son équipe en Championship, en participant à 44 matchs sur 46 possibles,. Pour ses performances, il est nommé en août 2024 dans le XI de la saison de League One.
Fin janvier 2025, il signe dans le club de Premier League de Brighton & Hove Albion pour une somme estimée à 9 millions de livres sterling, jusqu'en 2030,.

### En sélection
Né en Angleterre, Cashin est éligible pour représenter la république d'Irlande grâce à sa grand-mère originaire du comté de Leitrim.
Le 6 juin 2022, il fait sa première apparition avec l'équipe d'Irlande espoirs lors d'une victoire 3-1 à domicile contre le Monténégro lors des éliminatoires du Championnat d'Europe espoirs 2023.

## Statistiques

### En club
| Saison                | Club                   | Championnat           | Championnat | Championnat | Championnat | Coupe nationale | Coupe nationale | Coupe nationale | Coupe de la Ligue | Coupe de la Ligue | Coupe de la Ligue | EFL Trophy | EFL Trophy | EFL Trophy | Total | Total | Total |
| Saison                | Club                   | Division              | M.          | B.          | P.d.        | M.              | B.              | P.d.            | M.                | B.                | P.d.              | M.         | B.         | P.d.       | M.    | B.    | P.d.  |
| 2021-2022             | Derby County           | Championship          | 18          | 1           | 0           | 0               | 0               | 0               | 0                 | 0                 | 0                 | -          | -          | -          | 18    | 1     | 0     |
| 2022-2023             | Derby County           | League One            | 43          | 1           | 0           | 5               | 0               | 1               | 2                 | 0                 | 0                 | 2          | 0          | 0          | 52    | 1     | 1     |
| 2023-2024             | Derby County           | League One            | 44          | 3           | 1           | 2               | 0               | 0               | 1                 | 0                 | 0                 | 5          | 0          | 0          | 52    | 3     | 1     |
| 2024-2025             | Derby County           | Championship          | 21          | 1           | 0           | 0               | 0               | 0               | 1                 | 0                 | 0                 | -          | -          | -          | 22    | 1     | 0     |
| Sous-total            | Sous-total             | Sous-total            | 126         | 6           | 1           | 7               | 0               | 1               | 4                 | 0                 | 0                 | 7          | 0          | 0          | 144   | 6     | 2     |
| 2024-2025             | Brighton & Hove Albion | Premier League        | 2           | 0           | 0           | 0               | 0               | 0               | 0                 | 0                 | 0                 | -          | -          | -          | 2     | 0     | 0     |
| Total sur la carrière | Total sur la carrière  | Total sur la carrière | 128         | 6           | 1           | 7               | 0               | 1               | 4                 | 0                 | 0                 | 7          | 0          | 0          | 146   | 6     | 2     |